# تامر عبد المنعم
تامر عبد المنعم (12 يوليو 1973 -)، ممثل وكاتب مصري.
في القاهرة تخرج من المعهد العالي للسينما قسم السيناريو وتتلمذ على يد استاذه محمد جواد وعبد الرحيم الوطن.
عمل في المسرح مع الفنان عادل إمام في مسرحية «بودي جارد والزعيم» وشارك أيضا الفنان الكوميدي محمد نجم في مسرحية كحيون ربح المليون وشارك في العديد من الأفلام في أدوار ثانوية مثل مشاركته مع الفنان أحمد زكي في أضحك الصورة تطلع حلوة ومعالي الوزير قبل أن يقوم بتقديم بطولته المطلقة الأولى في فيلم المشخصاتيعام 2002 وفيلمه الثاني الذي كان بعنوان المشخصاتي 2 عام 2016 كما أثار توليه منصب رئيس قصر ثقافة السينما 2006 في جاردن سيتي هجوما عنيفا.
- أسس ورأس تحرير مجلة «ابيض واسود» عام 2008 أول مجلة سينمائية فصلية تصدر عن وزارة الثقافة المصرية.
- يعمل مستشاراً فنياً لشركة فيديو كايرو سات وشغل منصب رئيساً تنفيذياً لمجموعة قنوات مودرن من عام 2008 حتي 2009
- له مقال أسبوعي كل أحد بجريدة الأهرام المسائي
- محاضر بقسم السيناريو بالدراسات السينمائية الحرة بقصر ثقافة السينما

## أعماله

### أفلام
- الفيلم القصير (حادثة) 1995 محمد علي.[1]
- إضحك الصورة تطلع حلوة (1996) شريف عرفه
- الفيلم القصير (عبد الله يضحك) 1996 إيهاب غسان
- الفيلم القصير (الطيارين) 1997 محمد علي
- (أحلام مسروقة) 1997 محمد كامل القليوبي
- (العشق والدم) 1999 أشرف فهمي
- (إتفرج يا سلام) 2000 محمد كامل القليوبي
- (شجيع السيما) 2000 علي رجب
- أمير الظلام 2002 رامي امام
- معالي الوزير 2002 سمير سيف
- المشخصاتي 2002 فخر الدين نجيده
- أول مرة تحب يا قلبي 2003 علاء كريم
- كلام في الحب 2005 علي ادريس
- عمارة يعقوبيان 2006 مروان حامد
- علاقات خاصة 2006 إيهاب لمعي
- مجانين نص كوم 2007 أحمد فهمي
- أشرف حرامي 2008 فخر الدين نجيده
- حديد 2014 احمد البدري
- هز وسط البلد 2015 محمد أبو سيف
- المشخصاتي 2 ، 2016 محمد أبو سيف

### مسلسلات
- الفيلم التليفزيوني الفرنسي (عجائب الدنيا السبع) 1996 جان فرنسوا ديلاسو
- إنتي مين يا حلوة 2000 حمدي الابراشي
- أميرة في عابدين 2001 أحمد صقر
- سهرة المراقب 2003 شيرين قاسم
- فوازير المشخصاتي 2003 فخر الدين نجيده
- الدم والنار 2004 سمير سيف
- قلبي يناديك 2004 تيسير عبود
- فوازير عفاريت مراتي 2007 أحمد البدري
- جدار القلب 2008 أحمد صقر
- أغلي من حياتي 2010 مصطفي الشال
- كاريوكا رمضان 2012 عمر الشيخ
- العراف رمضان 2013 رامي امام
- نظرية الجوافة رمضان 2013 مدحت السباعي
- المرافعة 2014 عمر الشيخ

### مسرحيات
- الزعيم 1995 شريف عرفه
- بودي جارد 1999 إلي 2002 رامي امام
- ربنا يخلي جمعة 2003 إلي 2005 حسن عبد السلام
- كحيون ربح المليون 2005 اشرف ذكي
- جزيرة القرع 1998 رامي امام
- ولاد الذينه 2007 محمد عمر
- وهم الحب 2009 إلي 2010 لينين الرملي

### كتب
- سيناريو وحوار فيلم (أمير الظلام) 2001
- مسلسل (أغلي من حياتي) 2010
- الفيلم التسجيلي (مصر الكل واحد) 2006
- الفيلم التسجيلي (بنحبك يا لبنان) 2006
- فوازير المشخصاتي 2003
- قصة مسلسل عفاريت مراتي 2007
- كتب مسلسل المرافعة 2014